# Campeonato Mundial de Atletismo de 2011 - Salto triplo feminino
O salto triplo feminino do Campeonato Mundial de Atletismo de 2011 foi disputada entre os adias 30 de agosto e 1 de setembro  no Daegu Stadium, em Daegu

## Recordes
Antes desta competição, os recordes mundiais e do campeonato nesta prova eram os seguintes:
| Tipo                  | Atleta         | Distância | Local      | Data                 | Ref |
| --------------------- | -------------- | --------- | ---------- | -------------------- | --- |
|                       | Inessa Kravets | 15,50     | Gotemburgo | 10 de agosto de 1995 | ver |
| Recorde do campeonato | Inessa Kravets | 15,50     | Gotemburgo | 10 de agosto de 1995 | ver |

## Medalhistas
| Ouro                 | Prata               | Bronze                  |
| Olha Saladukha (UKR) | Olga Rypakova (KAZ) | Caterine Ibargüen (COL) |

## Cronograma
| Data          | Hora  | Evento        |
| ------------- | ----- | ------------- |
| 30 de agosto  | 11:45 | Primeira fase |
| 1 de setembro | 19:20 | Final         |

Todos os horários são horas locais (UTC +9)

## Resultados

### Primeira fase
Qualificação: Desempenho de qualificação 14,45 m (Q) ou pelo menos 12 melhores (q) avançam para a final. 
| Colocação | Grupo | Atleta                  | Nacionalidade  | 1º prova | 2º prova | 3º prova | Resultado | Notas |
| --------- | ----- | ----------------------- | -------------- | -------- | -------- | -------- | --------- | ----- |
| 1         | B     | Yargelis Savigne        | Cuba           | 14.32    | 14.40    | 14.62    | 14.62     | Q     |
| 2         | A     | Mabel Gay               | Cuba           | 14.21    | 14.53    |          | 14.53     | Q     |
| 3         | A     | Caterine Ibargüen       | Colômbia       | 14.52    |          |          | 14.52     | Q     |
| 4         | A     | Olha Saladukha          | Ucrânia        | 14.40    | 14.36    | 14.35    | 14.40     | q     |
| 5         | B     | Yamilé Aldama           | Grã-Bretanha   | 14.35    | 14.20    | x        | 14.35     | q, SB |
| 6         | B     | Olga Rypakova           | Cazaquistão    | x        | 14.33    | x        | 14.33     | q     |
| 7         | A     | Anna Kuropatkina        | Rússia         | 14.05    | x        | 14.31    | 14.31     | q     |
| 8         | B     | Baya Rahouli            | Argélia        | 14.30    | 13.95    | x        | 14.30     | q     |
| 9         | B     | Dana Velďáková          | Eslováquia     | x        | 14.28    | x        | 14.28     | q     |
| 10        | A     | Natalia Iastrebova      | Ucrânia        | 13.94    | 14.07    | 14.21    | 14.21     | q     |
| 11        | B     | Biljana Topić           | Sérvia         | 14.03    | 13.93    | 14.21    | 14.21     | q, SB |
| 12        | A     | Keila Costa             | Brasil         | 13.50    | 14.02    | 14.15    | 14.15     | q     |
| 13        | A     | Yarianna Martínez       | Cuba           | 14.07    | 13.92    | x        | 14.07     |       |
| 14        | B     | Kimberly Williams       | Jamaica        | 13.10    | 14.06    | 14.03    | 14.06     |       |
| 15        | A     | Simona La Mantia        | Itália         | 14.06    | x        | x        | 14.06     |       |
| 16        | B     | Paraskeví Papahrístou   | Grécia         | 13.71    | 14.05    | x        | 14.05     |       |
| 17        | A     | Irina Litvinenko Ektova | Cazaquistão    | 13.66    | 13.57    | 14.01    | 14.01     |       |
| 18        | B     | Anastasiya Juravleva    | Uzbequistão    | 14.00    | 13.82    | 13.79    | 14.00     |       |
| 19        | A     | Mayookha Johny          | Índia          | 13.64    | 13.99    | 13.79    | 13.99     |       |
| 20        | A     | Níki Panéta             | Grécia         | 12.87    | 13.75    | 13.97    | 13.97     |       |
| 21        | A     | Marija Šestak           | Eslovênia      | x        | 13.87    | x        | 13.87     |       |
| 22        | A     | Valeriya Kanatova       | Uzbequistão    | 13.86    | 13.72    | 13.75    | 13.86     |       |
| 23        | B     | Dailenys Alcántara      | Cuba           | 13.66    | 13.78    | x        | 13.78     |       |
| 24        | B     | Aleksandra Kotlyarova   | Uzbequistão    | 13.49    | 13.78    | x        | 13.78     |       |
| 25        | B     | Xie Limei               | China          | 13.55    | 13.74    | 13.75    | 13.75     |       |
| 26        | B     | Andriyana Bânova        | Bulgária       | 13.34    | 13.63    | 13.66    | 13.66     |       |
| 27        | A     | Patrícia Mamona         | Portugal       | 13.48    | 13.27    | 13.59    | 13.59     |       |
| 28        | B     | Anna Jagaciak           | Polónia        | 13.57    | 13.57    | x        | 13.57     |       |
| 29        | A     | Li Yanmei               | China          | x        | x        | 13.52    | 13.52     |       |
| 30        | A     | Jung Hye-Kyung          | Coreia do Sul  | x        | 11.35    | 13.50    | 13.50     |       |
| 31        | A     | Amanda Smock            | Estados Unidos | x        | 13.48    | 13.37    | 13.48     |       |
| 32        | B     | Ruslana Tsykhotska      | Ucrânia        | x        | x        | 13.28    | 13.28     |       |
| 33        | B     | Sarah Nambawa           | Uganda         | 11.65    | 13.22    | 13.19    | 13.22     |       |
| 34        | B     | Patricia Sarrapio       | Espanha        | x        | 13.11    | 13.12    | 13.12     |       |

### Final
A final foi iniciada as 19:20. 
| Colocação         | Atleta             | Nacionalidade | 1º prova | 2º prova | 3º prova | 4º prova | 5º prova | 6º prova | Resultado | Notas |
| ----------------- | ------------------ | ------------- | -------- | -------- | -------- | -------- | -------- | -------- | --------- | ----- |
| Medalha de ouro   | Olha Saladukha     | Ucrânia       | 14.94    | 13.64    | 14.68    | 14.65    | 14.22    | 14.48    | 14.94     |       |
| Medalha de prata  | Olga Rypakova      | Cazaquistão   | x        | 14.72    | x        | x        | 14.89    | 14.54    | 14.89     |       |
| Medalha de bronze | Caterine Ibargüen  | Colômbia      | 14.64    | 14.67    | 13.76    | 14.81    | 14.84    | 14.80    | 14.84     |       |
| 4                 | Mabel Gay          | Cuba          | 14.45    | 14.31    | x        | 14.53    | 14.67    | 14.18    | 14.67     | PB    |
| 5                 | Yamilé Aldama      | Grã-Bretanha  | 14.50    | x        | x        | x        | x        | 14.33    | 14.50     | SB    |
| 6                 | Yargelis Savigne   | Cuba          | 14.43    | x        | x        |          |          |          | 14.43     |       |
| 7                 | Anna Kuropatkina   | Rússia        | 13.89    | 14.23    | x        | 14.09    | x        | 14.06    | 14.23     |       |
| 8                 | Baya Rahouli       | Argélia       | 13.95    | 13.79    | 14.12    | x        | 14.03    | 13.97    | 14.12     |       |
| 9                 | Natalia Iastrebova | Ucrânia       | 13.34    | 13.89    | 14.12    |          |          |          | 14.12     |       |
| 10                | Biljana Topić      | Sérvia        | 14.03    | 13.84    | x        |          |          |          | 14.03     |       |
| 11                | Dana Velďáková     | Eslováquia    | 13.96    | x        | x        |          |          |          | 13.96     |       |
| 12                | Keila Costa        | Brasil        | 13.71    | x        | 13.72    |          |          |          | 13.72     |       |

Legenda
| Recorde mundial       | Recorde mundial (World record)               |                       | Recorde africano                      | Recorde africano (African) |                                           | Q | Classificado por posição (Qualified) |
| Recorde do campeonato | Recorde do campeonato (Championship record)  | Recorde da América    | Recorde da América (Americas)         | q                          | Classificado por melhor tempo (Qualified) |   |                                      |
| Melhor marca do ano   | Melhor marca do ano (World leading)          | Recorde asiático      | Recorde asiático (Asian)              | DNS                        | Não largou (Did not start)                |   |                                      |
| Recorde nacional      | Recorde nacional (National record)           | Recorde europeu       | Recorde europeu (European)            | DNF                        | Não terminou (Did not finish)             |   |                                      |
| Recorde pessoal       | Recorde pessoal do atleta (Personal best)    | Recorde da Oceania    | Recorde da Oceania (Oceania)          | DSQ / DQ                   | Desclassificado (Disqualified)            |   |                                      |
| Recorde da temporada  | Recorde da temporada do atleta (Season best) | Recorde sul-americano | Recorde sul-americano (South America) | NM                         | Sem marca (No mark)                       |   |                                      |